# Jeux d'Afrique de l'Ouest
Les Jeux d'Afrique de l'Ouest ou Jeux de l'Afrique occidentale sont une ancienne compétition multisports réunissant des pays d'Afrique de l'Ouest. Censée se dérouler tous les deux ans, elle ne connaît qu'une édition, en 1977.

## Historique
En mars 1976, le Nigeria accueille une réunion des ministres des sports et de la jeunesse des 15 pays membres de la Communauté économique des États de l'Afrique de l'Ouest à Lagos ayant pour ordre du jour la mise en place des Jeux d'Afrique de l'Ouest.
La première édition se tient en août 1977 à Lagos et réunit 15 pays dans onze sports.
La deuxième édition devait se tenir en 1979 à Cotonou. Reportée en août 1983, elle n'a finalement jamais lieu.

## Éditions
| Édition | Année  | Ville   | Pays    | Dates               |
| ------- | ------ | ------- | ------- | ------------------- |
| I       | 1977   | Lagos   | Nigeria | 20 - 28 août 1977.  |
| II      | Annulé | Cotonou | Gabon   | 1979 puis août 1983 |

## Sports
Onze sports différents ont été représentés aux Jeux d'Afrique de l'Ouest :
- Athlétisme
- Basket-ball
- Boxe
- Cyclisme
- Football
- Handball
- Judo
- Natation
- Volley-ball
- Tennis
- Tennis de table

## Participants
Quinze pays ont participé aux Jeux d'Afrique de l'Ouest en 1977, :
- Bénin
- Côte d'Ivoire
- Gambie
- Ghana
- Guinée
- Guinée-Bissau
- Haute-Volta
- Liberia
- Mali
- Mauritanie
- Niger
- Nigeria
- Sénégal
- Sierra Leone
- Togo